# منطقة بالرامبور
بالرامبور رمزها «BP» (بالإنجليزية: Balrampur)‏ ، هو تقسيم إداري لدولة الهند تتبع ولاية أتر برديش (بالإنجليزية: Uttar  Pradesh)‏ ، مركزها هو مدينة بالرامبور (بالإنجليزية: Balrampur)‏ عدد سكانها حسب تعداد سنة 2001 هو 1,684,567 ، مساحتها 2,925 كم² وكثافة السكان 576 لكل كم² .